# Фриули-Венеция-Джулия
Фриу́ли-Вене́ция-Джу́лия (итал. Friuli-Venezia Giulia, фриул. Friûl-Vignesie Julie, венет. совр. Friułi-Venezsia Julia, словен. Furlanija-Julijska krajina, нем. Friaul Julisch Venetien) — область в Италии. 
Благодаря распространению (помимо итальянского) также фриульского, венетского, словенского и немецкого языков, область имеет специальный статус с официальным названием Автономная область Фриули-Венеция-Джулия (итал. Regione Autonoma Friuli Venezia Giulia, фриул. Regjon autonome Friûl-Vignesie Julie, вен. Rejon autònoma Friułi-Venezsia Julia, словен. Avtonomna dežela Furlanija - Julijska krajina, нем. Autonome Region Friaul-Julisch Venetien). 
Административный центр — город Триест.

## Физико-географическая характеристика
Расположена на северо-востоке страны. Омывается Венецианским заливом Адриатического моря, занимает часть Паданской равнины, Карнийских и Юлийских Альп. Основные реки — Изонцо, Тальяменто, Челлина.
На востоке граничит со Словенией, на северо-востоке — с Австрией (Каринтия), внутри страны на западе — с областью Венеция.
На равнине средиземноморский климат.
Состоит из двух исторических областей:
- Фриули, составляет 90 % территории, включая город Удине,
- Венеция-Джулия, включает главный город области — Триест.

## История
Древнее индоевропейское население в I тыс. до н. э. — иллирийские племена. В I веке до н. э. регион покорён Римом. После Великого переселения народов и распада Западной Римской империи территория последовательно была под контролем лангобардов, франков, Венеции, Габсбургов.
Область была создана после Второй мировой войны, после того как бо́льшая часть территории провинции Венеция-Джулия, примыкавшей к Триесту, была передана в состав Югославии. Триест и его окрестности, оставшиеся под контролем Италии, были выделены в свободную территорию под управлением ООН, а позднее присоединены к области Фриули.

## Административное деление
Область Фриули-Венеция-Джулия делится на 215 коммун. 

### Межкоммунальные союзы
Коммуны в свою очередь с 2014 до 2021 гг. были объединены в 18 межкоммунальных территориальных союзов (итал. Unione Territoriale Intercomunale).
| Межкоммунальный территориальный союз (UTI) | итал. название UTI                        | центр                   | площадь (км²) | население (чел.) 30.11.2017 | число коммун | бывшая провинция | сайт |
| ------------------------------------------ | ----------------------------------------- | ----------------------- | ------------- | --------------------------- | ------------ | ---------------- | ---- |
| Джулиана                                   | UTI Giuliana                              | Триест                  | 212,5         | 232 601                     | 6            | Триест           | сайт |
| Карзо-Изонцо-Адриатико                     | UTI Carso Isonzo Adriatico                | Монфальконе             | 264,8         | 72 499                      | 10           | Гориция          | сайт |
| Коллио и Альто-Изонцо                      | UTI Collio - Alto Isonzo                  | Гориция                 | 202,3         | 67 644                      | 15           | Гориция          | сайт |
| Каналь-дель-Ферро и Валь-Канале            | UTI del Canal del Ferro - Val Canale      | Тарвизио                | 885,0         | 11 164                      | 8            | Удине            | сайт |
| Джемонезе                                  | UTI del Gemonese                          | Джемона-дель-Фриули     | 235,3         | 19 893                      | 6            | Удине            | сайт |
| Карния                                     | UTI della Carnia                          | Тольмедзо               | 1286,0        | 39 882                      | 28           | Удине            | сайт |
| Фриули-Централе                            | UTI del Friuli Centrale                   | Удине                   | 274,1         | 170 123                     | 11           | Удине            | сайт |
| Торре                                      | UTI del Torre                             | Тарченто                | 326,4         | 36 651                      | 9            | Удине            | сайт |
| Медио-Фриули                               | UTI Medio Friuli                          | Кодройпо                | 419,6         | 51 812                      | 11           | Удине            | сайт |
| Коллинаре                                  | UTI Collinare                             | Сан-Даниеле-дель-Фриули | 349,8         | 51 241                      | 15           | Удине            | сайт |
| Натизоне                                   | UTI del Natisone                          | Чивидале-дель-Фриули    | 456,5         | 52 112                      | 17           | Удине            | сайт |
| Ривьера и Басса-Фриулана                   | UTI Riviera - Bassa Friulana              | Латизана                | 438,4         | 56 332                      | 12           | Удине            | сайт |
| Агро-Аквилезе                              | UTI Agro Aquileiese                       | Червиньяно-дель-Фриули  | 298,7         | 55 148                      | 17           | Удине            | сайт |
| Тальяменто                                 | UTI del Tagliamento                       | Сан-Вито-аль-Тальяменто | 334,3         | 57 278                      | 9            | Порденоне        | сайт |
| Валли и Доломити-Фриулане                  | UTI delle Valli e delle Dolomiti Friulane | Маниаго                 | 1148,1        | 37 086                      | 22           | Порденоне        | сайт |
| Ливенца-Кансильо-Кавалло                   | UTI Livenza - Cansiglio - Cavallo         | Сачиле                  | 304,0         | 50 408                      | 6            | Порденоне        | сайт |
| Селе и Медуна                              | UTI Sile e Meduna                         | Аццано-Дечимо           | 205,3         | 51 993                      | 6            | Порденоне        | сайт |
| Нончелло                                   | UTI del Noncello                          | Порденоне               | 283,6         | 114 046                     | 7            | Порденоне        | сайт |

### Провинции
До 2017 года область включала 4 провинции: Гориция, Порденоне, Триест, Удине:
| № | Бывшая провинция | Число коммун | Население (чел.) 2013 | Площадь (км²) | Плотность (чел./км²) |
| - | ---------------- | ------------ | --------------------- | ------------- | -------------------- |
| 1 | Гориция          | 25           | 140 650               | 466           | 301,82               |
| 2 | Порденоне        | 50           | 312 911               | 2275          | 137,54               |
| 3 | Триест           | 6            | 231 677               | 212           | 1092,82              |
| 4 | Удине            | 134          | 536 622               | 4905          | 109,40               |

## Региональные языки
Помимо государственного итальянского, в регионе также официальный статус в отдельных местностях имеют словенский и хорватский языки. В 2001 году государственный закон закрепил за словенским меньшинством права использования словенского языка в школах, судах и администрации, а также изготовление двуязычных вывесок. Официальный статус словенского языка закреплён на уровне нескольких коммун Триеста (Монрупино, Дуино-Ауризино, Сан-Дорлиго-делла-Валле, Згонико), 8 коммунах Гориции и 14 муниципалитетах провинции Удине, а также в двух горных сообществах. Также на уровне коммун имеют официальный статус другие языки — фриульский и немецкий.

## Экономика
Фриули-Венеция-Джулия — одна из наиболее развитых итальянских областей.
Ведущие отрасли промышленности: химическая промышленность, судостроение, металлургия, производство мебели.
Пригодные для сельскохозяйственного использования земли занимают пшеница, кукуруза, сахарная свёкла, овощные культуры, виноградники.
Являясь естественным выходом к морю для многих стран Центральной Европы, область лежит на пересечении важных транспортных путей между востоком и западом Южной Европы.

## Международные связи
- Рабочее сообщество Адриатика-Альпы